# مت هیل (بازیکن فوتبال)
مت هیل (انگلیسی: Matt Hill؛ زادهٔ ۲۶ مارس ۱۹۸۱) یک بازیکن فوتبال بازنشسته اهل بریتانیا است. وی هم‌اکنون در حال مربی‌گری در باشگاه فوتبال استافورد رنجرز است.

## زندگی شخصی
فرزند او، جیمز هیل نیز بازیکن فوتبال است که در حال حاضر برای باشگاه فوتبال ای‌اف‌سی بورنموث در پست مدافع بازی می‌کند.